# Duca dei Franchi
Il titolo di Duca [e Principe] dei franchi (dux [et princeps] Francorum) è stato usato per tre diversi uffici, sempre con il termine "duca", parola che implica il comando militare, e il termine "principe", parola che implica qualcosa che si avvicina ai diritti sovrani o regali. Il termine "Franchi", a seconda del contesto di utilizzo,  può riferirsi a un gruppo etnico o agli abitanti di un territorio chiamato Francia.
Il primo ufficio fu quello dei maestri di palazzo dei re merovingi dei Franchi, i cui poteri aumentarono con il declino di quelli dei re. Il secondo ufficio era quello del secondo in comando dei primi re di Francia, l'ultimo in carica successe al trono nel 987. Questo titolo veniva talvolta reso Duca di Francia (dux Franciae). Il terzo esempio fu quello dei sovrani delle terre tedesche abitate dai Franchi, il cosiddetto ducato originario del ducato di Franconia.

## Dux et princeps Francorum
Fino al tempo dopo Dagoberto I, il titolo princeps (principe) aveva connotazioni reali, ereditato dall'impero romano. La prima volta che fu usato per descrivere i maestri/maggiordomi di palazzo di Neustria fu in una vita dei santi della metà del VII secolo. La Vita Eligii si riferisce a princeps non specificati del palatium di Neustria, e la Vita Baldechildis e la Passio Leudegarii citano i maestri Ercinoaldo ed Ebroino come principi. Pipino II usò per la prima volta il titolo di princeps dopo la sua vittoria nella battaglia di Tertry nel 687. 
Sia la Liber historiae Francorum che la Vita Dagoberti tertii fanno riferimento a questo titolo, ma la continuazione della cronaca di Fredegario usa solo il titolo "duca". Beda il Venerabile di riferisce a Pipino II come dux Francorum, ma il traduttore anglosassone del IX secolo di Beda usa il termine Froncna cyning (re dei Franchi). Il continuatore della Cronaca di Fredegario nomina Ragenfrido come principe, ma chiama solo il suo rivale, il figlio di Pipino Carlo Martello, principe dopo la sua sconfitta di Ragenfrido nel 718. Il titolo principesco fu usato continuamente da questo punto in poi per Carlo e i suoi discendenti, i Carolingi, sia in fonti narrative che in fonti documentarie.
Nel 742 il nipote di Pipino, Carlomanno, tenne il suo grande Concilium Germanicum, al quale si rivolse ai «servi di Dio riuniti e ai miei grandi uomini [...] che sono nel mio regno" come "duca e principe dei Franchi». Il consiglio dichiarò che «senza il patrocinio del principe dei Franchi è impossibile difendere il popolo della chiesa, i presbiteri, i chierici, i monaci e le monache di Dio». Quando nel 744 il fratello di Carlomanno, Pipino III, usò lo stesso titolo, non fece riferimento al «mio regno», poiché allora era stato nominato un re merovingio, Childerico III. Il titolo ducale/principesco usato dai primi carolingi li contraddistingueva come i coevi principi duca di Aquitania, anche nominalmente sotto i Merovingi, piuttosto che come sovrani su di essi.

## Dux Franciae
Un documento del regno di re Oddone (888–898) per la chiesa di Saint-Aignan d'Orléans che intitola Roberto il Forte dux Francorum è un falso del XVII secolo.
Tra il 936 e il 943, il titolo dux Francorum fu ripreso su richiesta di Ugo il Grande, il magnate più potente di Francia. Una carta del re Luigi IV del 936 si riferisce a lui in quel modo, e un documento di Ugo del 937 impiega il titolo per riferirsi a sé stesso. Il suo utilizzo non era esclusivo tuttavia, poiché continuava ad essere usato anche il titolo si conte (comes). In un documento, Luigi spiegò che Ugo era secondo per lui in tutti i suoi regni. Questa interpretazione del titolo dux Francorum non è stata universalmente accettata. Secondo Flodoardo di Reims, solo il re "investì Ugo con il ducato di Francia" nel 943 come ricompensa per l'aiuto di quest'ultimo nel far rientrare il re dall'esilio. Il ducato di Francia (ducatus Franciae) comprendeva la regione tra la Loira e la Senna, l'antico regno di Neustria. Su questa comprensione contemporanea, il titolo di Ugo era analogo a quello dei duchi di Aquitania, dux Aquitanorum, dove la denominazione territoriale ("di Aquitania") fu evitata a favore di una denominazione etnica ("degli Aquitani"). "Duca dei Franchi" divenne così il titolo preferito dei margravi di Neustria della dinastia dei Robertingi dal 943. Walther Kienast suggerì che il titolo servisse a collegare Ugo con i precedenti duce Francorum, Pipino II e Carlo Martello, e affermare la sua autorità in Francia, dalla quale era spesso assente nelle visite alla corte reale.
Ugo morì nel 956 e gli successe suo figlio ed erede, il bambino Ugo Capeto. Nel 960, secondo Flodoardo, «il re [Lotario IV] fece di Ugo [Capeto] duca e aggiunse per lui il paese di Poitou alla terra che aveva posseduto suo padre». Il primo documento del giovane Ugo con il titolo ducale risale al 966, mentre il primo documento reale con il suddetto titolo risale al 974. Il figlio di Lotario, Luigi V, già re degli Aquitani, riconobbe Ugo come duca dei Franchi in un documento del 979. Dopo che Ugo successe al trono di Francia nel 987, il titolo cadde in disuso e la marca neustriana cessò di formare un'unità amministrativa. Tuttavia i funzionari e i vassalli (fideles) del ducato di Francia divennero i principali uomini del re di Francia dopo il 987. Sebbene le terre della corona furono ampliate con l'ascesa di Ugo, l'azione reale divenne più geograficamente limitata alla Francia.
Gli storici moderni hanno offerto due interpretazioni sull'uso del dux Francorum nel X secolo. Jan Dhondt e Walther Kienast hanno sostenuto che il titolo era una concessione reale che riconosceva il potere reale acquisito dai Robertingi sulla regione conosciuta come Francia, cioè la vecchia Neustria. Quindi il titolo era di natura territoriale, riflettendo il vero potere di Ugo e una concessione reale (e dunque legale). Ferdinand Lot sostenne che il titolo era un titolo vicereale e rappresentava, in teoria, l'autorità su tutto il regno e in effetti potere secondo solo a quello del re.

## Dux Francorum orientalium
L'emergere del ducato di Franconia, un ducato originario, da "una posizione di comando tra la nazione franca nel regno orientale" alla fine del IX secolo è scarsamente documentata. Il primo duca certo fu Corrado il Vecchio, che era anche margravio di Turingia. Nel 906 morì e gli successe il duca da suo figlio, Corrado il Giovane, che fu eletto re di Germania nel 911, senza rinunciare al suo ufficio ducale. Anche se sembra probabile che il fratello di Corrado, Eberardo, detenne il ducato di Franconia durante il regno di Enrico I (919–36), il primo riferimento a lui con il titolo dux Francorum viene dai primi del regno di Ottone I (936– 73).
Nel 956 Ottone di Worms ereditò Nahegau da suo padre, Corrado il Rosso, quindi aggiunse Wormsgau, Speyergau, Niddagau e tra il Neckar e il Reno le contee di Elsenzgau, Kraichgau, Enzgau, Pfinzgau e forse Ufgau. Ottone fu duca di Carinzia dal 978 al 985, e dopo il suo ritiro dall'ufficio carinziano fu intitolato Wormatiensis dux Francorum ("duca franco di Worms"), il primo ducato titolare in Germania. Anche suo figlio Corrado, che gli successe in Carinzia, fu intitolato "duca di Worms".
Corrado III di Germania, prima della sua elezione a re, aveva il titolo di "Duca dei Franchi Orientali" (dux Francorum orientalium).